# Wes Unseld Jr.
Wes Unseld Jr., né le 20 septembre 1975 à Catonsville dans Maryland, est un entraîneur américain de basket-ball. 

## Biographie
Il est le fils de Wes Unseld, joueur et entraîneur en NBA intronisé au Hall of Fame en 1988.
Le 17 juillet 2021, il est nommé à la tête des Wizards de Washington en tant qu'entraîneur principal.
En janvier 2024, les Wizards ont un bilan de 7 victoires en 43 matches. Wes Unseld est remplacé à titre intérimaire par son adjoint Brian Keefe et est muté à la direction sportive de l'équipe.

## Statistiques
| Équipe     | Année     | Saison régulière | Saison régulière | Saison régulière | Saison régulière | Saison régulière       | Playoffs | Playoffs  | Playoffs | Playoffs | Playoffs        |
| Équipe     | Année     | Matchs           | Victoires        | Défaites         | %                | Classement             | Matchs   | Victoires | Défaites | %        | Résultat        |
| ---------- | --------- | ---------------- | ---------------- | ---------------- | ---------------- | ---------------------- | -------- | --------- | -------- | -------- | --------------- |
| Washington | 2021-2022 | 82               | 35               | 47               | 42,7             | 4e en division Sud-Est | -        | -         | -        | -        | Pas de playoffs |
| Washington | 2022-2023 | 82               | 35               | 47               | 42,7             | 3e en division Sud-Est | -        | -         | -        | -        | Pas de playoffs |
| Washington | 2023-2024 | 43               | 7                | 36               | 16,3             | Limogé                 | -        | -         | -        | -        | Pas de playoffs |
| Total      | Total     | 207              | 77               | 130              | 37,2             |                        | -        | -         | -        | -        |                 |